# 탁구 정리

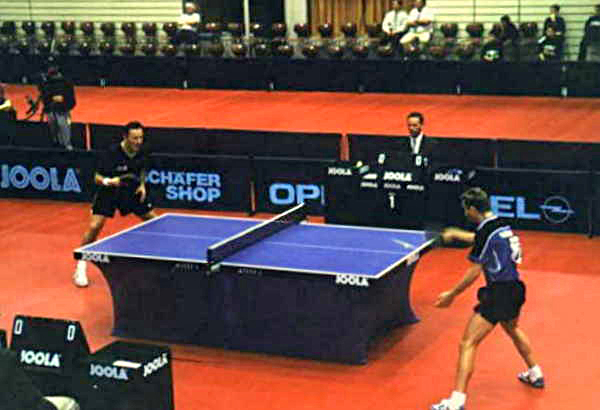
탁구 정리의 이름은 탁구에서 공이 번갈아 움직이는 것에 빗댄 것이다.

군론에서, 탁구 정리(卓球定理, 영어: ping-pong lemma)는 어떤 부분군들의 합집합으로 생성되는 부분군이 각 성분들의 자유곱임을 보이는 정리이다.

## 정의
다음이 주어졌다고 하자.
- 군 {\displaystyle G}
- {\displaystyle G}의, 집합 {\displaystyle X} 위의 왼쪽 작용
- {\displaystyle G}의 두 부분군 {\displaystyle H,H'\leq G}
- {\displaystyle X}의 두 부분 집합 {\displaystyle Y,Y'\subseteq X}

또한, 다음이 성립한다고 하자.
- {\displaystyle |H|\geq 3}
- {\displaystyle Y\neq \varnothing \neq Y'}
- {\displaystyle Y\not \subseteq Y'}
- {\displaystyle h'\cdot Y\subseteq Y'\qquad \forall h'\in H'\setminus \{1\}}
- {\displaystyle h\cdot Y'\subseteq Y\qquad \forall h\in H\setminus \{1\}}

탁구 정리에 따르면, 다음이 성립한다.
{\displaystyle \langle H\cup H'\rangle =H*H'}
여기서 좌변은 {\displaystyle G}의 부분 집합으로 생성되는 부분군이며, 우변은 군들의 자유곱이다.

## 역사
이 정리의 이름은 증명 과정에서 {\displaystyle H}와 {\displaystyle H'}의 번갈아 가는 군의 작용을 탁구에서 탁구공을 양 선수가 번갈아서 치는 것에 빗댄 것이다.
탁구 정리는 펠릭스 클라인이 19세기 말에 클라인 부분군을 연구하기 위하여 최초로 사용하였다. 이후 자크 티츠 등이 이 정리의 기법을 다시 사용하였다.

## 예
{\displaystyle \operatorname {SL} (2;\mathbb {Z} )}에서,
{\displaystyle A={\begin{pmatrix}1&2\\0&1\end{pmatrix}}}
{\displaystyle B={\begin{pmatrix}1&0\\2&1\end{pmatrix}}}
로 생성되는 부분군을 생각하자. {\displaystyle A}와 {\displaystyle B}는 각각 무한 차수의 원소이다. (즉, {\displaystyle A^{n}=1}이 되는 {\displaystyle n\in \mathbb {Z} }는 {\displaystyle n=0} 밖에 없으며, {\displaystyle B}의 경우도 마찬가지이다.) 사실,
{\displaystyle A^{n}={\begin{pmatrix}1&2n\\0&1\end{pmatrix}}}
{\displaystyle B^{n}={\begin{pmatrix}1&0\\2n&1\end{pmatrix}}}
이다. 이제, {\displaystyle \operatorname {SL} (2;\mathbb {Z} )}는 {\displaystyle X=\mathbb {R} ^{2}=\mathbb {Z} ^{\oplus 2}\otimes _{\mathbb {Z} }\mathbb {R} ^{2}} 위에 선형 변환으로 작용한다.
{\displaystyle Y=\{(x,y)\in X\colon |x|>|y|\}}
{\displaystyle Y'=\{(x,y)\in X\colon |x|<|y|\}}
로 잡으면,
{\displaystyle A^{n}Y'\subseteq Y}
{\displaystyle B^{n}Y\subseteq Y'}
임을 쉽게 확인할 수 있다. 따라서, 탁구 정리에 의하여 {\displaystyle \langle A,B\rangle }은 2개의 원소로 생성되는 자유군이다.

## 같이 보기
- 자유군
- 자유곱
- 클라인 부분군